# Portugal International 2004
Die Portugal International 2004 im Badminton fanden Mitte Januar 2004 in Caldas da Rainha statt. Es war die 39. Auflage dieser internationalen Titelkämpfe von Portugal.

## Sieger und Platzierte
| Disziplin    | Gold                                | Silber                             | Bronze                               |
| ------------ | ----------------------------------- | ---------------------------------- | ------------------------------------ |
| Herreneinzel | Stanislav Pukhov                    | Przemysław Wacha                   | Jan Fröhlich                         |
| Herreneinzel | Stanislav Pukhov                    | Przemysław Wacha                   | Aamir Ghaffar                        |
| Dameneinzel  | Tracey Hallam                       | Ella Karachkova                    | Juliane Schenk                       |
| Dameneinzel  | Tracey Hallam                       | Ella Karachkova                    | Nicole Grether                       |
| Herrendoppel | Simon Archer Robert Blair           | Liu Kwok Wa Albertus Susanto Njoto | Jochen Cassel Joachim Tesche         |
| Herrendoppel | Simon Archer Robert Blair           | Liu Kwok Wa Albertus Susanto Njoto | Kristof Hopp Thomas Tesche           |
| Damendoppel  | Kamila Augustyn Nadieżda Kostiuczyk | Elena Shimko Marina Yakusheva      | Nicole Grether Juliane Schenk        |
| Damendoppel  | Kamila Augustyn Nadieżda Kostiuczyk | Elena Shimko Marina Yakusheva      | Yoshiko Iwata Miyuki Tai             |
| Mixed        | Simon Archer Donna Kellogg          | Kristof Hopp Kathrin Piotrowski    | Erwin Kehlhoffner Anastasia Russkikh |
| Mixed        | Simon Archer Donna Kellogg          | Kristof Hopp Kathrin Piotrowski    | Marina Yakusheva Nikolai Sujew       |

## Finalergebnisse
| Disziplin    | Sieger                              | Finalist                           | Ergebnis        |
| ------------ | ----------------------------------- | ---------------------------------- | --------------- |
| Herreneinzel | Stanislav Pukhov                    | Przemysław Wacha                   | 11-15 15-3 15-9 |
| Dameneinzel  | Tracey Hallam                       | Ella Karachkova                    | 7-11 11-4 11-9  |
| Herrendoppel | Simon Archer Robert Blair           | Liu Kwok Wa Albertus Susanto Njoto | 15-9 12-15 15-7 |
| Damendoppel  | Nadieżda Kostiuczyk Kamila Augustyn | Elena Shimko Marina Yakusheva      | 15-6 15-5       |
| Mixed        | Simon Archer Donna Kellogg          | Kristof Hopp Kathrin Piotrowski    | 15-12 15-12     |